# Проблема мавпи і банана

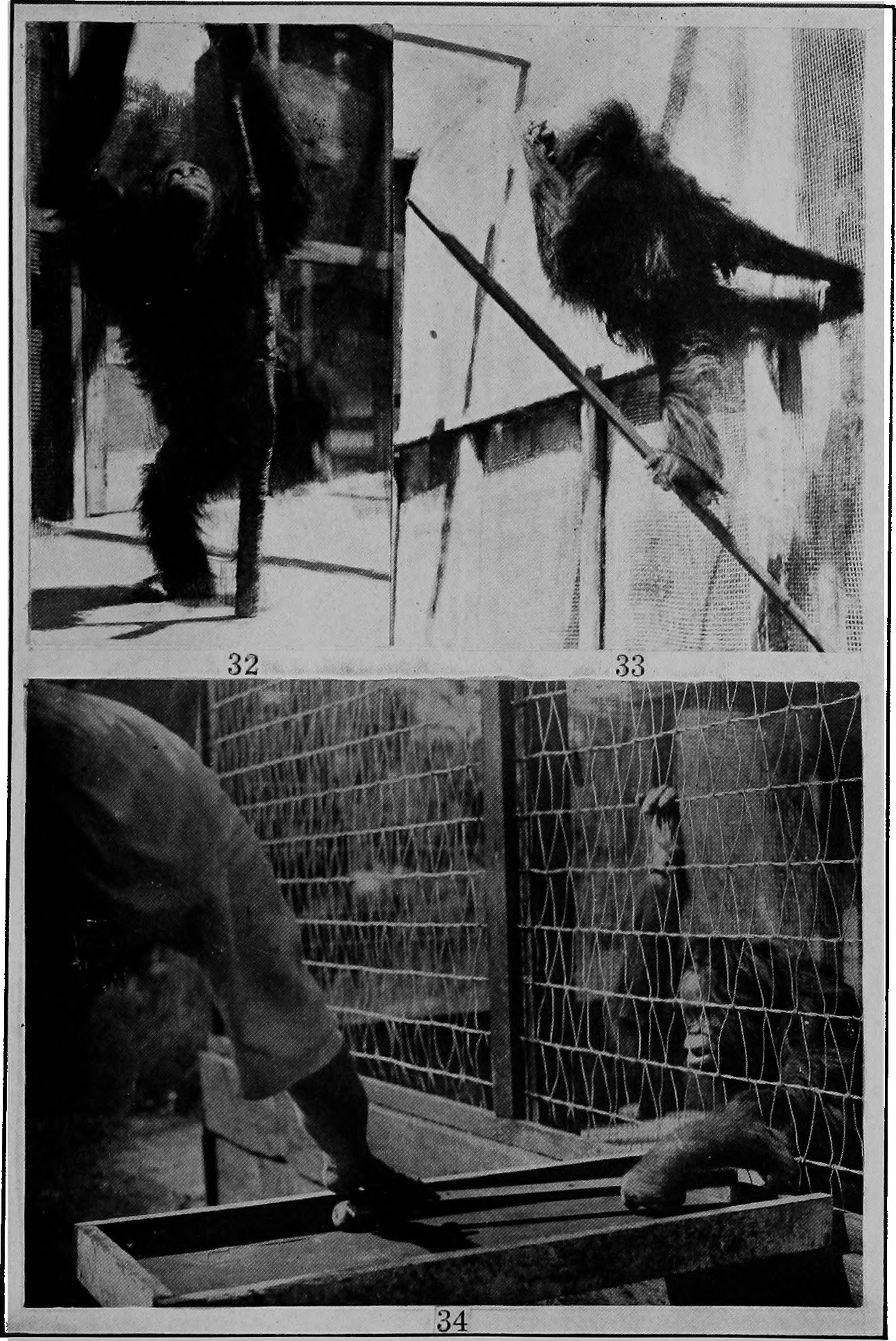

Проблема мавпи і банана — проблема у галузі штучного інтелекту, особливо в логічному програмуванні та плануванні, яка належить до задач пошуку в просторі станів. Вона часто використовується для ілюстрації задач моделювання поведінки об'єктів. Уперше задача була запропонована Дж. Маккарті в 1963 році.

## Постановка задачі
Мавпа перебуває в кімнаті, в якій підвішена до стелі купа бананів, недосяжна для мавпи. Однак у кімнаті є також стілець і палиця. Стеля має потрібну висоту, щоб мавпа, яка стояла на стільці, могла збити палицею банани. Мавпа вміє пересуватися, носити з собою інші речі, тягнутися до бананів і махати палицею в повітрі. Яка найкраща послідовність дій для мавпи?

## Розв'язання проблеми
Мавпи мають здатність не тільки пам'ятати, як полювати і збирати, але й учитися нових речей, як це відбувається з мавпою та бананами: попри те, що мавпа, можливо, ніколи не потрапляла в ідентичну ситуацію. Мавпа здатна зробити висновок, що їй потрібно зробити сходи, розташувати їх нижче бананів і піднятися, щоб дотягнутися до них.
Ступінь, у якій такі здібності слід приписувати інстинкту чи навчанню, є предметом дискусій.
У 1984 році було помічено, що голуб здатний вирішити проблему.